# Arvsintyg
Arvsintyg är ett intyg som kan användas för att visa en arvinge eller testamentstagarens rättigheter, arvslott, vilka tillgångar de har fått, en testamentsexekutor och boutredningsmans befogenheter. I Sverige ansöker man om arvsintyg på skatteverket.
Arvsintyget kan även användas utanför Sverige inom EU-länder för att bevisa att man är rätt person att företräda i dödsbo eller för att bevisa att man är en arvinge. Man kan ansöka om ett arvsintyg på olika sidor som skatteverket och Myndigheten för digitalisering och befolkningsdata. Europeiska arvsintyg hjälper även till att styrka sin ställning och utöva sina rättigheter i andra EU-länder. Europeiska arvsintyg gäller inte i Storbritannien, Irland eller Danmark. Europeiska kommissionen genomför lagstiftning och politik inom EU och utför reglerna angående europeiskt arvsintyg för alla EU-länder.